# ISO 22000
ISO 22000 — міжнародний стандарт розроблений Міжнародною організацією зі стандартизації, пов'язаний з безпекою харчових продуктів, який застосовується до всіх організацій в агробізнесі.

## Продовольча безпека
Продовольча безпека пов'язана із наявністю харчових небезпек у харчових продуктах в точці споживання. Небезпека може виникнути на будь-якій стадії в ланцюгу виробництва, постачання і реалізації харчової продукції, тому важливо, щоб адекватний контроль був проведений на місці. 

## Призначення стандарту
Процеси глобалізації викликали необхідність появи міжнародного стандарту, що встановлює єдині вимоги до систем HACCP, гармонізованого до стандартів менеджменту якості, екологічного менеджменту і пристосованого до сертифікації.
Цей міжнародний стандарт спрямований на створення систем управління безпечністю і призначений для застосування усіма організаціями, зайнятими в ланцюгу виробництва, постачання і реалізації харчової продукції. Відповідно до цього стандарту, харчовий ланцюг («food chain») являє собою послідовність стадій та операцій, що включають виготовлення, обробку, дистрибуцію, зберігання й перероблення засобів для харчування і харчових продуктів, від первинного виробництва до споживання. Виробничий ланцюг розглядається як єдиний процес, протягом якого повинні бути усунені всі чинники, що можуть призвести до виготовлення недоброякісної та небезпечної для здоров'я людини продукції.

## ISO 22000 стандарт
Більш нове видання даного міжнародного стандарту скасовує і замінює собою більш старе видання.

### ISO 22000:2005
ISO 22000:2005 «Food safety management systems — Requirements for any organization in the 
food chain» (Системи управління безпечністю харчових продуктів. Вимоги до будь-яких організацій харчового ланцюга) — гармонізований до стандартів менеджменту якості, екологічного менеджменту і пристосований до сертифікації перший стандарт, який був опублікований у 2005 році, й встановлює єдині вимоги до систем HACCP.